# Diego Fernandes, conte del Portogallo
Diego Fernandes Fernandes Diego anche in spagnolo, in galiziano e in catalano Diego in portoghese (seconda metà secolo IX – 926) è stato un militare spagnolo; fu il terzo signore della Contea di Portucale.

## Origine

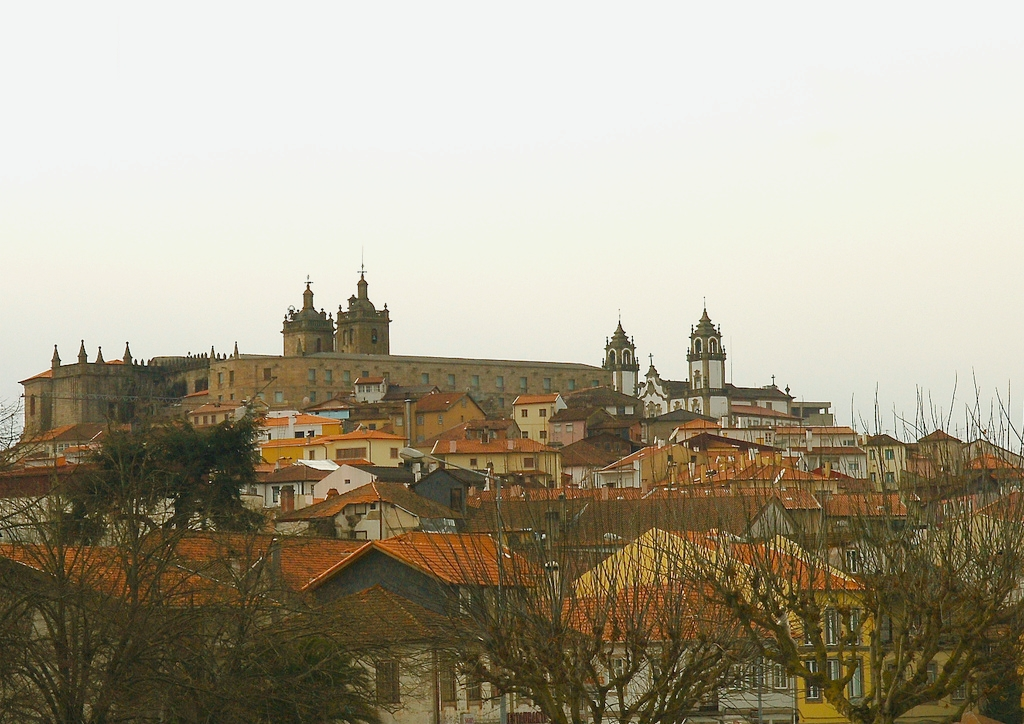
Vista di Viseu.

Nessuna cronaca cita gli ascendenti di Diego. Ma considerando il Patronimico, era figlio di Fernando, che secondo Mario Cardozo, era di origine castigliana.

Sebbene la relazione non sia stata documentata, alcuni autori ritengono che Diego possa essere stato il fratello del conte Ero Fernández e di Gudesteo Fernández.

## Biografia
Diego arrivò nella contea del Portogallo verso la fine del IX secolo, accompagnando l'infante Bermudo delle Asturie, figlio del re delle Asturie Ordoño I, che dopo essersi ribellato al fratello il re Alfonso III, secondo il Chronicon Sampiri, lasciò Oviedo per Astorga, dove per sette anni collaborò con gli arabi; 
Ancora, secondo Mario Cardozo, il conte Diego compare per la prima volta negli atti medievali il 28 aprile 909, a conferma di una donazione fatta dal re Alfonso III. 
Fu anche membro della curia regis del re Ordoño II e del suo successore Fruela II, in cui compare come testimone in due documenti della Collección diplomática de la Galicia histórica (non consultata):
- n° XLV, datato 922, con Ordoño II
- n° XXVIII, datato 924, con Fruela II.

Accompagnò il futuro re Ramiro, fratello del Re delle Asturie, Alfonso IV quando stabilì la sua corte a Viseu e la sua ultima apparizione in un documento fu nel giugno 926 quando confermò una donazione fatta da Ramiro a Ermenegildo González e sua moglie Mumadona, figlia di Diego, come da documento n° XXXI del Portugaliae monumenta historica.
Non si conosce la data esatta della morte di Diego, che avvenne in quello steso anno o poco dopo, ma prima del 928.

## Matrimonio e discendenza
Diego aveva sposato Oneca, le cui origini non sono chiare; a volte viene chiamata Onneca Lucides, figlia del conte portoghese Lucídio Vimaranes, che secondo la storica medievalista spagnola Margarita Torres, è dovuto a una confusione con l'omonima pronipote di Onneca, la figlia di Lucídio Aloítez. Sulla base del suo nome basco piuttosto che galiziano, insieme a quelli di suo figlio Jimeno e di altri discendenti, Onneca potrebbe essere stata di Pamplona, membro della casa reale di Pamplona, nata dall'infanta Leodegundia Ordóñez, che si pensava fosse figlia di Ordoño I delle Asturie e, come suggerisce un poema celebrativo nel Codice di Roda, una sposa a Pamplona. 
Oneca, nel dicembre 928 fece una donazione al Monastero di Lorvão con i suoi quattro figli, Munia, Ledegundia, Jmeno e 
Muniadona, che confermano la donazione, confermata anche da Ermenegildo González, marito di Muniadona, Aloito Lucídiz, marito di Munia e Rodrigo Tedoniz, probabile marito di Leodegundia, come da documento n° XXXIV del Portugaliae monumenta historica.

Diego da Oneca ebbe quattro figli:
- Munia Díaz, sposata con Aloito Lucídiz[8]
- Leodegundia Díaz, sposata con Aloito Lucídiz[8]
- Jmeno Díaz[8]
- Muniadona Díaz, sposata con Ermenegildo González[8].

### Fonti primarie
- (LA)  Textos navarros del Códice de Roda Archiviato il 31 gennaio 2021 in Internet Archive..
- (LA)  España sagrada. Volumen 14
- (LA)  Portugaliae monumenta historica.

### Letteratura storiografica
- (PT)  #ES Sería Mumadona tia de Ramiro II, Rei de Leão?
- (ES)  CUANDO PORTUGAL ERA REINO DE LEÓN: UNA REGIÓN EN EL NORDESTE PENINSULAR (SIGLOS IX-XI)